# Campeonato de voleibol masculino de la Unión Soviética
El Campeonato masculino de voleibol de la Unión Soviética (en ruso: Чемпионат СССР по волейболу среди мужчин) fue la máxima división del campeonato soviético de voleibol masculino organizada por la Federación de voleibol de la Unión Soviética entre 1933 y 1992.

## Historia
El primer campeonato de voleibol de la Unión Soviética se disputó en 1933 y hasta el 1936 participaron representativas de las ciudades de la URSS; las cuatro ediciones fueron ganadas por el equipo representativo de Moscú. A partir de la edición de 1938 figuran clubes regulares, la mayoría de ellos parte de entidades polideportivos. En las ediciones de 1956, 1959, 1963 y 1967 participaron equipos representantes de las repúblicas, de las ciudades y de las regiones de la URSS]] en el evento de voleibol de las Espartaquiadas de los Pueblos de la URSS. El equipo dominador del campeonato fue el VC CSKA Moscú ganador de 33 títulos soviéticos.
A partir de la temporada 1992 es remplazado por la Superliga masculina de voleibol de Rusia.

## Campeones por temporada
- 1933:  Moscú[1]
- 1934:  Moscú[1]
- 1935:  Moscú[1]
- 1936:  Moscú[1]
- 1937: no disputado
- 1938:  Spartak Leningrado
- 1939:  Spartak Leningrado
- 1940:  Spartak Moscú
- 1941: no disputado
- 1942: no disputado
- 1943: no disputado
- 1944: no disputado
- 1945:  VK Dinamo Moscú
- 1946:  VK Dinamo Moscú
- 1947:  VK Dinamo Moscú
- 1948:  VK Dinamo Moscú
- 1949:  VC CSKA Moscú
- 1950:  VC CSKA Moscú
- 1951:  VK Dinamo Moscú
- 1952:  VC CSKA Moscú
- 1953:  VC CSKA Moscú
- 1954:  VC CSKA Moscú
- 1955:  VC CSKA Moscú
- 1956:  RSS Ucraniana[2]
- 1957:  Spartak Leningrado
- 1958:  VC CSKA Moscú
- 1959:  Leningrado[2]
- 1960:  VC CSKA Moscú
- 1961:  VC CSKA Moscú
- 1961-62:  VC CSKA Moscú
- 1963:  Moscú[2]
- 1964: no disputado
- 1965:  VC CSKA Moscú
- 1966:  VC CSKA Moscú
- 1967:  RSS Ucraniana[2]
- 1968:  Kalev Tallin
- 1968-69:  Burevestnik Alma-Ata
- 1969-70:  VC CSKA Moscú
- 1971:  VC CSKA Moscú
- 1972:  VC CSKA Moscú
- 1973:  VC CSKA Moscú
- 1974:  VC CSKA Moscú
- 1975:  VC CSKA Moscú
- 1976:  VC CSKA Moscú
- 1977:  VC CSKA Moscú
- 1978:  VC CSKA Moscú
- 1978-79:  VC CSKA Moscú
- 1979-80:  VC CSKA Moscú
- 1980-81:  VC CSKA Moscú
- 1982:  VC CSKA Moscú
- 1982-83:  VC CSKA Moscú
- 1983-84:  Radiotechnik Riga
- 1984-85:  VC CSKA Moscú
- 1985-86:  VC CSKA Moscú
- 1986-87:  VC CSKA Moscú
- 1987-88:  VC CSKA Moscú
- 1988-89:  VC CSKA Moscú
- 1989-90:  VC CSKA Moscú
- 1990-91:  VC CSKA Moscú
- 1991-92:  Shakhtar Donetsk[3]

## Títulos por club
Nota: no se contabilizan las ediciones de 1933, 1934, 1935 y 1936 y las ediciones de las Espartaquiadas de los Pueblos de las URSS
| Títulos | Club                 | Temporadas |
| ------- | -------------------- | --- |
| 33      | VC CSKA Moscú        | 1949, 1950, 1952, 1953, 1954, 1955, 1958, 1960, 1961, 1961/1962 , 1965,1966, 1969/1970, 1971, 1972, 1973, 1974, 1975, 1976, 1977, 1978, 1978-79, 1979-80, 1980-81, 1981-82, 1982-83, 1984-85, 1985-86, 1986-87, 1987-88, 1988-89, 1989-90, 1990-91 |
| 5       | VK Dinamo Moscú      | 1945, 1946, 1947, 1948, 1951 |
| 3       | Spartak Leningrado   | 1938, 1939, 1957 |
| 1       | Spartak Moscú        | 1940 |
| 1       | Kalev Tallin         | 1968 |
| 1       | Burevestnik Alma-Ata | 1968-69 |
| 1       | Radiotechnik Riga    | 1983-84 |
| 1       | Shakhtar Donetsk     | 1991-92 |